# 惡食千金與狂血公爵
《惡食千金與狂血公爵》是星彼方所撰寫的日本輕小說。2019年11月29日開始在成為小說家吧連載。
2021年4月起經K Ranobe Books發行實體書，佩佩榮擔綱插圖。改編漫畫由水邊睦擔任作畫。2022年4月起於漫畫網站《Palcy》開始連載。。本作入圍2023年電子漫畫大賞異世界部門提名。
2024年10月24日，宣佈將改編為電視動畫，預定於2025年10月開始播放。

## 故事簡介
擁有「惡食千金」稱號的伯爵千金梅爾菲艾拉，時常解剖魔物進行各種食材化實驗，讓她精通魔物身體各部位的食材特性，對如何將魔物調理入味作成盤中美食非常在行，卻因嗜吃魔物血肉的奇特愛好被其他貴族避而遠之。有一日她參加一場慶祝豐收的秋季露天園遊會，由於很多貴族都會參與這個盛典，因此也常被當作尋求姻緣邂逅的社交場所，就在一片歌舞昇平之際，她卻突然在會場上遭到魔物襲擊，並被擁有「狂血公爵」這個讓人聞風喪膽稱號的公爵阿里斯迪德適時相救。公爵以喜歡狩獵殺戮魔物聞名，卻被外界誤傳為長相俊俏冷酷無情，經常渴求著鮮血而不斷殺戮的怪人。因緣際會之下，命運安排了這兩人相遇在一起，當公爵打趣的談論他屠殺了某種魔物，菲艾拉隨即應答這種魔物該以何種料理方式會變得非常美味好吃，一幅兩眼發光躍躍欲試的樣子，兩人如同知已一般，情投意合相見恨晚，一個屠戮魔物、另一個享用魔物，交織出一段戀愛、戰鬥、美食的飢餓系奇幻物語。

## 登場人物

### 主要角色
梅爾菲艾拉·馬歇爾雷德
本作女主角。伯爵家的千金，擁有獨特的火紅秀髮。她是伯爵父親吉斯蘭與已故母親艾莉絲所生的女兒，與繼母希莉亞關係不佳，有一個由父親與希莉亞所生的同父異母弟。為了應對十七年前的饑荒，她承襲了母親在研究魔物食材上的知識與技術，這在精靈信仰的社會中屬於禁忌之事，她因此被貴族社群稱為「惡食千金」，聲名遠播備受排斥，即使已經到了適婚年齡卻始終沒有姻緣著落。作為一個魔物食材研究者，她的才能極其出色，經常廢寢忘食專注於研究，無畏腥臭對於解剖魔物毫不猶豫，這種奇特行為讓她與典型貴族千金的嬌慣形象截然不同。然而，在一次慶祝豐收的秋季露天園遊會裡，她邂逅了狂血公爵阿里斯迪德，更因此被公爵看中，兩人訂立婚約關係。儘管她被公爵不帶偏見的飲食觀念、及溫柔舉止俊俏外表所吸引，但面對這場突如其來的求婚，她一開始抱持著戒心，隨著公爵對魔物食材毫無偏見，甚至還認可其食用價值，她逐漸對公爵敞開心扉動了真情。
阿里斯迪德·羅傑·德·加爾布雷斯
本作男主角。公爵家的現任當主，擁有「狂血公爵」稱號，是現任國王馬克希姆的親弟弟，曾經是王族。以狩獵殺戮魔物為樂，被外界形容為渴求鮮血殘暴無比的冷酷惡魔，在貴族社群間以狂血公爵的名號讓人敬而遠之，實際上卻是一個溫柔的人。在兄長被立為王太子之際，他被過繼至加爾布雷斯公爵家，才失去王族身份。在一次慶祝豐收的秋季露天園遊會裡，會場突然遭到魔物闖入，偶然間他邂逅了梅爾菲艾拉，對她豐富的魔物食材知識深感興趣，兩人都屬於被貴族社群排擠之人，對彼此的境遇有很大的共鳴，於是公爵向她求婚，兩人訂立了婚約關係。公爵也有意外柔情的一面，特別喜歡梅爾菲艾拉的柔軟髮絲，跟平時表現出的冷酷形象截然不同。他的武藝超群，特別擅長斬首技，能迅速斬下魔物的頭顱。
卡歐斯
公爵家的管家兼輔佐官。是一位優秀的騎士，同時也是狂血公爵阿里斯迪德的摯友。他非常支持公爵這場來得甚晚的戀情，並給予他鼓勵。
馬克希姆·德·利瓦斯托爾·米爾多·朗迪亞斯
朗迪亞斯王國的現任國王，也是公爵阿里斯迪德的親哥哥。雖然兄弟二人各自身為國王和臣下，但作為親兄長，他也在暗中支持弟弟的戀情。
克洛德
伯爵家的騎士長，對伯爵一家具有強烈的忠誠心。不信任狂血公爵阿里斯迪德的求婚動機，他懷疑公爵別有用心。

## 出版書籍

### 輕小說
| 冊數 | 講談社       | 講談社                 |
| 冊數 | 發售日期     | ISBN                   |
| ---- | ------------ | ---------------------- |
| 1    | 2021年4月2日 | ISBN 978-4-065-22500-4 |
| 2    | 2022年3月2日 | ISBN 978-4-065-27579-5 |
| 3    | 2023年4月1日 | ISBN 978-4-065-31307-7 |

### 漫畫
| 冊數 | 講談社         | 講談社                 |
| 冊數 | 發售日期       | ISBN                   |
| ---- | -------------- | ---------------------- |
| 1    | 2021年10月29日 | ISBN 978-4-065-24691-7 |
| 2    | 2022年1月28日  | ISBN 978-4-065-26372-3 |
| 3    | 2022年5月30日  | ISBN 978-4-065-27626-6 |
| 4    | 2022年10月28日 | ISBN 978-4-065-29379-9 |
| 5    | 2023年3月30日  | ISBN 978-4-065-30820-2 |
| 6    | 2023年8月30日  | ISBN 978-4-065-32526-1 |
| 7    | 2024年1月30日  | ISBN 978-4-065-33772-1 |
| 8    | 2024年6月28日  | ISBN 978-4-065-35688-3 |

## 電視動畫

### 製作人員
- 原作：星彼方
- 原作漫畫：水邊睦（作畫）

## 外部連結
- 小說官方網站（日語）
- 漫畫官方網站（日語）
- 電視動畫的X（前Twitter）（日語）